# Waffenrecht (Vereinigte Staaten)

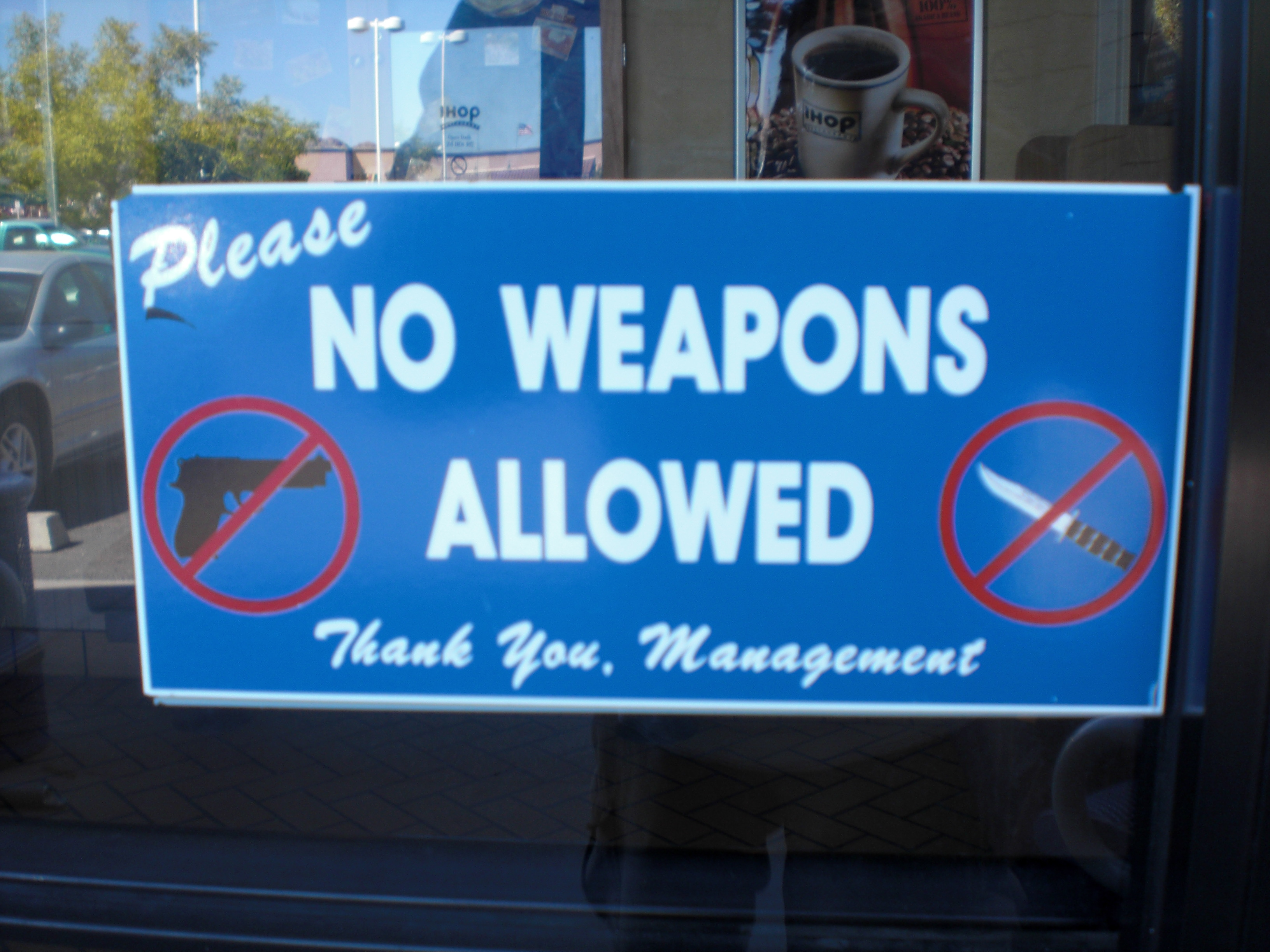
Waffenverbotsschild an einem Schnellrestaurant in Phoenix, Arizona

Das Waffenrecht in den Vereinigten Staaten ist bestimmt vom stark ausgeprägten US-Föderalismus und ändert sich oft. Mit Stand von Anfang des Jahres 2012 gab es mehr als 20.000 Gesetze zum Waffenbesitz.
Das Recht, Waffen zu besitzen, ist durch den 2. Zusatzartikel zur Verfassung der Vereinigten Staaten garantiert. Es ist sowohl für das Milizwesen als auch für das Jagdwesen von großer Bedeutung. Die Details sind aufgrund der allgemeinen Formulierungen in der Tradition des angelsächsischen Common Law umstritten. Waffenbesitzer sind in den USA stark organisiert. Mit mehreren Millionen Mitgliedern ist die National Rifle Association of America (NRA) als Interessengruppe auch international bekannt.
Insgesamt stellt das Waffenrecht vor allem im Zusammenhang mit der Kriminalität und der Suizidrate sowohl national als auch international eine der größten Kontroversen der US-amerikanischen Politik dar. Auf Bundesebene beschränken hauptsächlich zwei Gesetze das Waffenrecht: Der National Firearms Act von 1934, der Gun Control Act von 1968. Im Laufe der Zeit wurden weitere Waffengesetze erlassen, die diese Gesetze geändert oder weitere Beschränkungen gesetzt haben.

## National Firearms Act (NFA)
Der Handel, der Besitz und die Herstellung vollautomatischer Waffen wie Maschinenpistolen und Maschinengewehre sowie von Schalldämpfern und sogenannter „destruktiver Geräte“ wie Granaten und Sprengstoffmunition werden durch den NFA geregelt. Privatleute, die eine Erlaubnis zum Führen solcher Waffen erhalten wollen, werden unter anderem vom FBI überprüft und müssen eine Bestätigung der zuständigen Behörde ihres Wohnsitzes einholen. Die Waffen werden dann beim zuständigen Bundesamt ATF eingetragen.

## Waffenkontrollgesetz
Das 1968 eingeführte Bundesgesetz schränkt unter anderem das Verschicken von Feuerwaffen per Post ein und verbietet den Verkauf an Gewaltverbrecher, psychiatrisch Erkrankte und Drogensüchtige. Auch die Lizenzierung von Waffenhändlern geht auf dieses Gesetz zurück.
Feuerwaffen dürfen danach in der Regel nur in demjenigen Bundesstaat gekauft werden, in dem der Käufer seinen aktuellen Wohnsitz hat. Der Erwerb einer Waffe im Einzelhandel ist nur US-Bürgern und Einwanderern mit einer ständigen Aufenthaltserlaubnis gestattet. Der Privathandel über Bundesstaatsgrenzen wurde verboten.

## „Brady Bill“
1993 wurden unter Führung von Bill Clinton mit diesem Gesetz Waffenkäufer verpflichtet, sich innerhalb von fünf Tagen nach Erwerb überprüfen zu lassen. Waffen mit einer Magazinkapazität von mehr als zehn Schuss wurden verboten. Das Gesetz schrieb eine fünftägige Frist zwischen Kauf und Aushändigung von Waffen vor. 1997 wurde es vom Obersten Gerichtshof als nicht verfassungskonform eingestuft und aufgehoben, da diese Frage in die Gesetzgebungskompetenz der Einzelstaaten falle. Viele Bundesstaaten haben seither die Regelungen in ihr Recht übernommen.

## Verfassungsrecht
Der 2. Zusatzartikel zur Verfassung von 1791 garantiert den Besitz und das Tragen von Schusswaffen auf Bundesebene. Bundesstaaten, Bezirke und Gemeinden können nach einem Urteil des Obersten Gerichtshofs keine abweichenden Regelungen erlassen. Obwohl der 2. Zusatzartikel sehr kurz und prägnant formuliert ist, wird um die Interpretation gestritten. Sowohl Waffenlobbyisten als auch Waffengegner machen es im Wahlkampf stets zur Gretchenfrage für die Kandidaten: „Wie hältst du es mit unserem Freiheitsrecht auf Waffen?“ In einer Studie des Pew Research Center wird deutlich, dass Waffenbesitzer dieses Recht mit Redefreiheit, Pressefreiheit oder Religionsfreiheit gleichsetzen. 30 Prozent aller US-Bürger besitzen eine Schusswaffe, bei weißen Männern ist es die Hälfte, unter nicht-weißen Männern und Frauen insgesamt ein Viertel. Die Diskussion folgt grob umrissen folgenden Punkten:
- Ist nur Militärangehörigen der Waffenbesitz erlaubt oder allen Angehörigen des amerikanischen Volkes?
- Ist die Erwähnung der „wohl organisierten Miliz“ eine Zweckbestimmung?
- Welche Arten von Waffen sind überhaupt gemeint? Jene, die 1791 existierten? Militärische Waffen? Oder auch alle anderen?
- Stellt im englischen Text „to keep and bear arms“ bloß eine Metapher für „Militärdienst leisten“ dar, wie zum Beispiel „unter Waffen stehen“, oder ist die Textstelle wortwörtlich zu interpretieren?
- Ist das Wort „infringe“ in diesem Artikel als „abschaffen“ zu verstehen – so die frühere Bedeutung der Wendung „to infringe a right“ – oder aber als „einschränken“ gemäß der heutigen Wortbedeutung?

Die wichtigsten Urteile des Obersten Gerichtshofs hielten dazu fest:
- Der 2. Zusatzartikel betrifft nur die gesetzgeberische Kompetenz des US-Kongresses,
- er schützt nur den Besitz und das Tragen von militärischen Waffen,
- er gilt für alle Bundesstaaten und Städte in den USA
- in einem kontroversen Urteil des Obersten Gerichtshofs wurde entschieden, dass der Besitz einer einsatzbereiten Schusswaffe für die unmittelbare Selbstverteidigung zu Hause erlaubt ist.

## Zusätzliche Regelungen der Bundesstaaten

Erlaubnis, Waffen offen zu tragen

Altersgrenzen für den Erwerb von Handfeuerwaffen
21
21 zum Verkauf durch Händler, 18 für Privatkauf
18
Kein Mindestalter
Keine Informationen verfügbar

Welche Kontrolle es über Waffenbesitz gibt, entscheiden die Bundesstaaten, nicht die Bundesregierung in Washington. In einigen Bundesstaaten darf nur der Bundesstaat Schusswaffen gesetzlich regeln. In anderen Bundesstaaten können die lokalen Behörden ihre eigenen Waffengesetze erlassen, sofern diese strenger sind als die bundesstaatlichen. Zusammengefasst werden die Regelungen im Edition of State Laws and Published Ordinances – Firearms (ATF P 5300.5) des Bureau of Alcohol, Tobacco, Firearms and Explosives (ATF).
Waffenerwerb und -registrierung
- In einigen Bundesstaaten und Gemeinden ist für den Erwerb oder Besitz von Schusswaffen eine Lizenz oder Genehmigung erforderlich.
- Einige Bundesstaaten und Gemeinden verlangen, dass einzelne Schusswaffen bei der Polizei oder einer anderen Strafverfolgungsbehörde registriert werden.
- Connecticut, Delaware, der District of Columbia, Hawaii, Kalifornien, Maryland, Massachusetts, New Jersey, New York und Oregon verlangen von allen Käufern von Schusswaffen einen Fingerabdruck.[4]
- In einigen Staaten ist beim Verkauf einer Schusswaffe durch eine Privatperson eine Zuverlässigkeitsüberprüfung des Käufers erforderlich. Das Bundesrecht schreibt Hintergrundüberprüfungen für Verkäufe durch lizenzierte Waffenhändler und für alle zwischenstaatlichen Verkäufe vor.

Waffenbesitz
- Einige Bundesstaaten und Kommunen haben zusätzliche Beschränkungen für bestimmte halbautomatische Feuerwaffen erlassen, die sie als Angriffswaffen definiert haben, oder für Magazine, die mehr als eine bestimmte Anzahl von Munitionsladungen aufnehmen können.
- Einige Bundesstaaten haben Gesetze erlassen, die es einem Richter ermöglichen, die Feuerwaffen einer Person, die eine unmittelbare Bedrohung für andere oder für sich selbst darstellt, vorübergehend zu beschlagnahmen.

Waffennutzung
- In allen Bundesstaaten ist das verdeckte Tragen einer Schusswaffe in der Öffentlichkeit erlaubt. In vielen Bundesstaaten ist darüber hinaus das offene Tragen, d. h. das Tragen einer unverdeckten Schusswaffe in der Öffentlichkeit am Körper oder in einem Fahrzeug, in irgendeiner Form erlaubt.
- In einigen Bundesstaaten wurden Gesetze zur „Castle Doctrine“ oder „Stand-Your-Ground“-Gesetze erlassen, die eine Rechtsgrundlage dafür bieten, dass Einzelpersonen in bestimmten Situationen zur Selbstverteidigung tödliche Gewalt anwenden können, ohne dass sie verpflichtet sind, zu fliehen oder sich zurückzuziehen, wenn dies möglich ist.

## Reformversuche
Angesichts zunehmender Amokläufe warb US-Präsident Barack Obama in den 2010er-Jahren mehrfach für eine Reform des Waffenrechts. Eine von ihm vorgestellte Gesetzesinitiative für ein schärferes Waffengesetz, das gleichwohl wesentlich offener gewesen wäre als auch liberalere europäische Gesetze, wurde 2013 im Senat von überwiegend republikanischen Senatoren blockiert. Die NRA unterstützte die Blockade.
2016 kündigte Obama in einer emotionalen Rede schärfere Regeln beim Umgang mit Schusswaffen an, die er mit Hilfe seiner Exekutivvollmachten am von den Republikanern dominierten Kongress vorbei in Kraft setzen lassen wollte. Das Maßnahmenpaket sah eine bessere Überprüfung von Schusswaffenkäufern, mehr Personal für das FBI und das ATF, finanzielle Mittel für die Behandlung von psychischen Erkrankungen sowie für die wissenschaftliche Erforschung sichererer Waffen vor. Im Dezember 2016 erließ die staatliche Rentenversicherungsbehörde auf Veranlassung von Obama eine Verordnung, nach der alle Bürger, die wegen schweren psychischen Krankheiten durch Dritte betreut werden, keine Waffen mehr kaufen können. Der US-Senat beschloss im Februar 2017, diese Regel aufzuheben und leitete einen entsprechenden Antrag an Präsident Trump weiter.

## Anti-Waffen-Bewegung
Nachdem im Jahr 2018 bei dem Schulmassaker von Parkland 17 Menschen starben, schien es so, dass es nach Demonstrationen gegen Waffengewalt und für mehr Kontrolle in vielen Städten zur Verschärfung der Waffengesetze in den USA kommen würde. Mit Emma Gonzales und David Hogg, beide Überlebende des Massakers, gab es plötzlich charismatische Persönlichkeiten einer stärker werdenden Bewegung, die für Waffenkontrolle eintrat (March for Our Lives). Die Bewegung beschränkte sich jedoch nur auf die Städte und griff nie auf das gesamte Land über. Emma Gonzales und David Hogg sind noch aktiv, aber die breite Wirkung hat sich verloren. Unterstützung für strengere Waffengesetze findet man in der urbanen Gesellschaft der Städte, bei Menschen, für die Waffen keine Alltagsbedeutung haben – nicht aber auf dem Land.

## Waffennutzung
90 Prozent der Frauen auf dem Land haben eine Pistole, um sich, wenn notwendig, selbst zu verteidigen. Für Männer auf dem Land sind Waffen Teil ihrer Freizeitkultur. Sie treffen sich, um auf Dosen und Zielscheiben zu schießen oder um zu jagen. Wenn die Eltern Waffen haben, schießen Jungen in den USA durchschnittlich mit zwölf Jahren zum ersten Mal damit, Mädchen mit 17.